# Dischord唱片
Dischord Records是一間成立於美國華盛頓特區的獨立唱片公司，旗下主要的音樂類型為華盛頓特區硬蕊場景的龐克音樂。這間公司由Ian MacKaye與Jeff Nelson共同成立，在1980年為樂團The Teen Idles發行《Minor Disturbance》這間公司最有名的就是保持嚴格的DIY精神（do-it-yourself ethic），在沒有主流銷售公司的協助下，自行發行、創作專輯。Dischord唱片繼續為華盛頓特區的樂團發行專輯，記錄並支持當時該地方的音樂場景。
Dischord唱片是早期硬蕊音樂的獨立唱片，它是當時較有名的公司，與當時的Alternative Tentacles、SST Records與Touch & Go Records齊名。

## 註解
1. ↑  Azerrad p. 132
2. ↑  Blush p. 138
3. 1 2  Cogan p. 82
4. ↑  Cogan p. 83

## 站外連結
- Official site（页面存档备份，存于）
- Dischord Records Profile by Southern Records
- Dischord Records Label Spotlight